# (73650) 1981 DN
(73650) 1981 DN – planetoida z pasa głównego asteroid okrążająca Słońce w ciągu 3,84 lat w średniej odległości 2,45 j.a. Odkryta 28 lutego 1981 roku.